# Тетрафосфид триселена
Тетрафосфид триселена — бинарное неорганическое соединение
селена и фосфора
с формулой Se3P4,
оранжевые кристаллы.

## Получение
- Реакция жёлтого фосфора и селена в кипящем тетрагидронафталине:

{\displaystyle {\mathsf {3Se+4P\ {\xrightarrow {207^{o}C}}\ Se_{3}P_{4}}}}

## Физические свойства
Тетрафосфид триселена образует оранжевые кристаллы
ромбической сингонии, параметры ячейки a = 0,9739 нм, b = 1,1797 нм, c = 2,6270 нм, Z = 16,
структура типа трисульфида тетрафосфора P4S3
.
Соединение инконгруэнтно образуется при температуре 300°C
или конгруэнтно плавится при температуре 242°C.
При температуре выше 160°C соединение фосфоресцирует.

## Химические свойства
- Соединение медленно разлагается под действием влаги.